# 4121 Carlin
4121 Carlin este un asteroid din centura principală, descoperit pe 2 mai 1986 de INAS.